# Rhinatrematidae
Famille
Les Rhinatrematidae sont une famille de Gymnophiones. Elle a été créée par Ronald Archie Nussbaum en 1977. 

## Répartition
Les espèces de cette famille se rencontrent en Amérique du Sud.

## Description
Ce sont des amphibiens avec des pattes atrophiées qui donnent un aspect de vers de terre.

## Liste des genres
Selon Amphibian Species of the World (10 février 2014) :
- Epicrionops Boulenger, 1883
- Rhinatrema Duméril & Bibron, 1841

## Publication originale
- Nussbaum, 1977 : Rhinatrematidae: a new family of caecilians (Amphibia: Gymnophiona). Occasional Papers of the Museum of Zoology, University of Michigan, no 682, p. 1-30 (texte intégral).